# Xanthoparmelia natalensis
Xanthoparmelia natalensis är en lavart som beskrevs av Hale. Xanthoparmelia natalensis ingår i släktet Xanthoparmelia och familjen Parmeliaceae.   Inga underarter finns listade i Catalogue of Life.